# چروکی استریپ (کالیفرنیا)
چروکی استریپ (به انگلیسی: Cherokee Strip) یک منطقهٔ مسکونی در ایالات متحده آمریکا است که در شهرستان کرن، کالیفرنیا واقع شده‌است. چروکی استریپ ۰٫۲۳۵ کیلومتر مربع مساحت و ۲۲۷ نفر جمعیت دارد و ۱۰۱ متر بالاتر از سطح دریا واقع شده‌است.